# Louis Joseph Cordier
Pour les articles homonymes, voir Cordier (homonymie).
Louis Joseph Etienne Cordier est un homme politique français né le 16 août 1775 à Orgelet (Jura) et mort le 13 juin 1849 à Paris.

## Biographie
Ingénieur des Ponts et chaussées, il commence sa carrière dans le Nord. Il est député du Jura de 1827 à 1830, siégeant à droite, dans l'opposition libérale. Il est l'un des 221 signataires de l'adresse à Charles X. Timidement rallié à la Monarchie de Juillet, il est député de l'Ain de 1830 à 1839, puis du Jura de 1839 à 1848, siégeant à l'extrême gauche et basculant rapidement dans l'opposition. Lors de la Révolution de 1848, il se rallie à la République et devient député du Jura de 1848 à 1849, siégeant avec la gauche modérée.